# Rainer Rubbert
Rainer Rubbert (* 19. Juni 1957 in Erlangen) ist ein deutscher Komponist.

## Leben
1975–81 studierte Rubbert Komposition bei Witold Szalonek an der Hochschule der Künste Berlin. 1989 gründete er zusammen mit Martin Daske (* 1962) die Konzertreihe Unerhörte Musik in der Berliner Kabarett Anstalt.
Rainer Rubbert lebt als freischaffender Komponist in Berlin; 2001–03 war er dort Mitglied im Rat für die Künste.

## Ehrungen
- 1979 Prix Marcel Josse der Assoziation französischer Saxophonisten
- 1984 Preisträger des Deutsch-Französischen Jugendwerks
- 1985 Preisträger beim Forum junger deutscher Komponisten für Orchestermusik
- 1986/87 Stipendienaufenthalt in der Cité Internationale des Arts Paris
- 1988/91 Kompositionsstipendien des Berliner Kultursenats
- 1989 2. Preis beim Internationalen Kompositionswettbewerb Budapest (für das Bläserquintett …des lignes raides fuient dans la nuit)
- 1992 Förderungspreis des Kunstpreises Berlin
- 2002 Villa-Serpentara-Stipendium der Akademie der Künste (Berlin)
- 2007 Carl-von-Ossietzky-Kompositionspreis des Chors der Universität Oldenburg (für die Kantate Aus der Fremde)

## Werke
Bühnenwerk
- Kleist. Oper. Libretto: Tanja Langer. UA März 2008 Brandenburg an der Havel (Brandenburger Theater; Regie: Bernd Mottl, Dirigent: Michael Helmrath)

Vokalkompositionen
- elf variationen über das thema die post (1977) für Alt, Sprecher, Harfe, Celesta, Vibraphon und Metallschlagwerk. Texte: Reiner Kunze
- Deutsches Kyrie und Credo (1980/81) für 4 Trompeten, 4 Posaunen, gemischten Chor und Streicher
- Tropus ad Gloria (1980/81) für 2 Trompeten, Tenorsolo, Männerchor, Klavier und Kontrabass
- Galgenlieder (1983/85) für Sopran, Altsaxophon in Es (Klarinette), Fagott (Violoncello) und Klavier. Texte: Christian Morgenstern
- Aus der Fremde (1984/86). Kantate für 4 Soli, gemischten Chor und Knabenchor (ad lib.). Texte: Franz Werfel
- Camille Claudel – Einst war ich schön. Szene für Mezzosopran und Klavier. Text: Tanja Langer. UA November 2008 Berlin (Claudia Herr [Mezzosopran], Liana Narubina [Klavier])

Orchesterwerke
- Bewegungen (1978) für 37 Streichinstrumente. UA 1985 Berlin (Berliner Philharmoniker)
- Bewegungen II (1995) für Orchester
- Gegenwelten (2000) für großes Orchester

Kammermusik
- Ü = Ø (1999) für Altflöte, Englisch Horn (Horn) und Harfe. UA Juni 1999 Berlin (Hanstedt-Trio)
- Extraits (2008). UA Dezember 2008 Nürnberg (Neues Museum; Pegnitzschäfer-Klangkonzepte)

1. Capriccio für Klarinette – 2. Elegie für Horn – 3. Toccata für Fagott